# Wonderful Wonderful
Albums de The Killers
Battle Born
(2012) Imploding the Mirage
(2020)
Wonderful Wonderful est le cinquième album studio du groupe The Killers, sorti le 22 septembre 2017 et produit par Island Records.
À sa première semaine, l’album se positionne à la première place au Billboard 200 avec 111 000 copies vendues. L'album est leur premier album publié en cinq ans, depuis Battle Born (2012).

## Pistes
| No  | Titre                            | Durée |
| --- | -------------------------------- | ----- |
| 1.  | Wonderful Wonderful              | 5:10  |
| 2.  | The Man                          | 4:10  |
| 3.  | Rut                              | 4:24  |
| 4.  | Life To Come                     | 4:31  |
| 5.  | Run For Cover                    | 3:42  |
| 6.  | Tyson vs Douglas                 | 4:33  |
| 7.  | Some Kind Of Love                | 4:38  |
| 8.  | Out Of My Mind                   | 3:43  |
| 9.  | The Calling                      | 4:01  |
| 10. | Have All The Songs Been Written? | 4:09  |
| 11. | Money On Straight (Bonus)        | 3:34  |
| 12. | The Man (Jacques Lu Cont Remix)  | 4:15  |
| 13. | The Man (Duke Dumont Remix)      | 3:53  |

## Description

### Critiques

#### Samples
- Dans The Man d'après Spirit of the Boogie (1975) interprétée par Kool & the Gang.
- Dans Some Kind of Love d'après An Ending (Ascent) (1983) interprétée par Brian Eno.